# Svetlana Vîsokova
Svetlana Vîsokova (n. 12 mai 1972, Krasnokamsk, RSFS Rusă, URSS) este o sportivă ce a reprezentat Rusia, medaliată olimpică. A participat la 3 ediții ale Jocurilor Olimpice (1998, 2006, 2010) în care a câștigat o medalie de bronz.